# Цингст
Цингст (нем. Zingst) — Курортное место на Балтийском море, самостоятельная община в Германии, в земле Мекленбург-Передняя Померания. С 2002 года эта община получила официальный статус морского курорта. Входит в состав района Северная Передняя Померания.

## История
Во время ГДР и Холодной войны восточная часть полуострова была военно закрытой зоной, где проводились испытания метеорологических ракет В начале 1970-х годов было проведено испытание 5 польских ракет типа Meteor 1E, а с 1988 по 1992 годы было запущено 62 советские ракеты ММР-06М.

## Фотографии
- Вид издалека на офис капитана порта в Цингсте.